# Martín de la Jara
Martín de la Jara es un municipio de la provincia de Sevilla, en la comunidad autónoma de Andalucía. Su población es de 2643 habitantes (INE 2024). Su extensión superficial es de 50 km² y tiene una densidad de 55,38 hab/km². Sus coordenadas geográficas son 37°06′ N, 4°57′ O. Se encuentra situada a una altitud de 405 metros y a 109 kilómetros de la capital de provincia, Sevilla. Martín de la Jara se encuentra dentro de la comarca de la Sierra Sur y es localidad de paso del Camino de la Frontera hacia Santiago de Compostela.

## Historia
La localidad surge en la Edad Media en torno a una posada del Camino Real de Sevilla a Málaga, en una zona fronteriza entre cristianos y musulmanes, que posteriormente mantendría poca población, hasta la repoblación realizada por la Casa Ducal de Osuna. En 1837 se constituye el primer ayuntamiento de Martín de la Jara. Su personaje histórico más relevante es Don Francisco Reina eminente profesor que da nombre al Colegio Público de la localidad. Población eminentemente agraria. Sus fiestas patronales en torno a la Virgen del Rosario, la romería de la Virgen del Carmen y su Semana Santa son sus mayores atractivos junto a sus famosas ediciones de "Cante Jondo" en la Feria de Julio.

## Gastronomía
La gastronomía jareña es abundante a pesar de no tener una gran cantidad de habitantes. Se basa en la dieta mediterránea utilizando en su mayoría productos de los huertos locales. Algunos de los platos más típicos durante el verano son la "porra jareña", una variante de la famosa "porra antequerana" y el "salmorejo cordobés", y el gazpacho, una variante de la porra pero más líquido. Con la entrada del invierno se preparan los "juñuelos" un producto local típico el cual se realiza con masa de pan frita y se combina con chocolate caliente. Durante todo el año constan de jamones de bellota e ibéricos junto con quesos manchegos ya que su venta se trata de una de las actividades económicas principales de la localidad. En febrero es la época de la matanza del cerdo, con la cata de morcillas, chorizos y salchichones caseros.

## Geografía
| Noroeste: Los Corrales | Norte: Osuna            | Noreste: Gilena y Pedrera                               |
| Oeste: Los Corrales    | Puntos cardinales       | Este: Sierra de Yeguas (Málaga)                         |
| Suroeste: Los Corrales | Sur: Campillos (Málaga) | Sureste: Sierra de Yeguas (Málaga) y Campillos (Málaga) |

## Demografía
Cuenta con una población de 2643 habitantes (INE 2024).
| Gráfica de evolución demográfica de Martín de la Jara entre 1842 y 2021                                               |
| |
| Población de derecho según los censos de población del INE. Población de hecho según los censos de población del INE. |

## Economía
Evolución de la deuda municipal
| Gráfica de evolución de Deuda viva del Ayuntamiento de Martín de la Jara entre 2008 y 2019                                |
| |
| Deuda viva del Ayuntamiento de Martín de la Jara en miles de Euros según datos del Ministerio de Hacienda y Ad. Públicas. |

## Espacios naturales
La Laguna del Gosque es una reserva natural que se encuentra a unos 2 km al noreste. La hace especialmente atractiva una abundante fauna siendo el flamenco común la especie más abundante. Es el lugar de romería de la población local y en verano los abastecimientos de uso público reciben gran cantidad de visitantes.

### Flora y fauna
Las especies más encontradas con respecto a su flora son el carrizo, el taraje y la enea. En su mayoría se encuentra rodeado de cultivos como viñedos, olivares, y cultivos herbáceos de regadío y secano, siendo la explotación de dicha agricultura lo que ha provocado una decadencia en la botánica del lugar.
En lo que a la fauna se refiere, encontramos una gran cantidad de especies, en su mayoría acuáticas y migratorias, siendo un lugar al que acuden cuando las condiciones de la Laguna de Fuente de Piedra son desfavorables. Algunas de estas especies son el flamenco rosa, el porrón pardo, la focha cornuda y el pato malvasía.

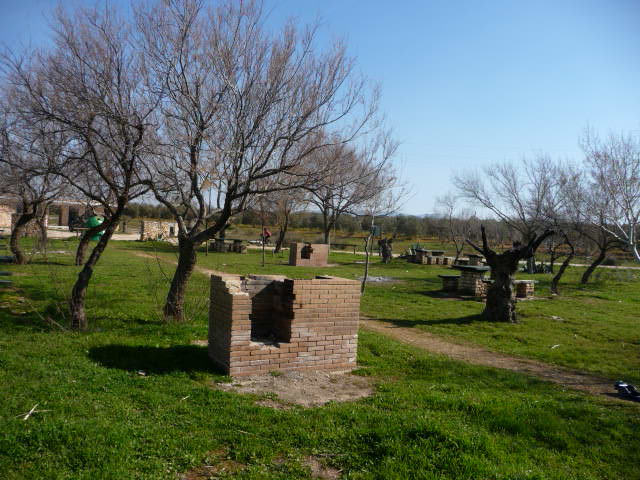
Es el merendero situado junto a la Laguna del Gosque de Martín de la Jara el cual, siguiendo el camino, nos encontramos con el mirador y la Laguna al final de éste.